# Eagle Twin
Az Eagle Twin egy amerikai doom/sludge/drone metal együttes.

## Története
2007-ben alakultak Salt Lake Cityben, alapító tagjai Gentry Densley énekes-gitáros és Tyler Smith dobos. Densley korábban az Iceburn zenekar tagja volt, amely több műfajban is játszott. Az Eagle Twin zenéje a doom, sludge illetve drone metal műfajokba sorolható, de a fúziós jazz, progresszív rock, blues és pszichedelikus rock elemei is hallhatóak időnként zenéjükben. Jellemzőik még a hosszú instrumentális részek és a mély hangú éneklés. Densley elmondása szerint zenéjükben felfedezhetőek a blues és a Mahavishnu Orchestra hatásai. Három albumot adtak ki, a Southern Lord Records gondozásában.
Magyarországon eddig egyszer koncerteztek, a Sunn O))) elő-zenekaraként, 2009-ben.

## Tagok
- Gentry Densley - ének, gitár
- Tyler Smith - dob

## Diszkográfia
- The Unkindness of Crows (2009)
- The Feather Tipped the Serpent's Scale (2012)
- The Thundering Heard (2018)